# San Marino Tennis Open 2024 - Doppio
Il doppio del torneo di tennis professionistico San Marino Tennis Open 2024, facente parte della categoria Challenger 125 nell'ambito dell'ATP Challenger Tour 2024, si è giocato dal 29 luglio al 4 agosto a San Marino. Ivan Liutarevich e Vladyslav Manafov erano i detentori del titolo ma solo Liutarevich aveva scelto di partecipare in coppia con Szymon Walków.
In finale Petr Nouza e Patrik Rikl hanno sconfitto Théo Arribagé e Orlando Luz con il punteggio di 1–6, 7–5, [10–6].

## Teste di serie
1. Gonzalo Escobar /  Skander Mansouri (quarti di finale)
2. Théo Arribagé /  Orlando Luz (finale)'

1. Boris Arias /  Federico Zeballos (primo turno)
2. Marco Bortolotti /  Matthew Romios (semifinale)'

## Wildcard
1. Marco Cecchinato /  Alessandro Giannessi (primo turno, ritirati)

1. Emanuele De Sanctis /  Fabio Fognini (primo turno)

## Alternate
1. Mateus Alves /  Pedro Sakamoto (primo turno)

## Tabellone

### Legenda
| - Q = Qualificato - WC = Wild card - LL = Lucky loser | - ALT = Alternate - SE = Special Exempt - PR = Protected Ranking | - w/o = Walkover - r = Ritirato - d = Squalificato |

|  | Primo turno | Primo turno                      | Primo turno              | Primo turno | Primo turno |  |  | Quarti di finale | Quarti di finale         | Quarti di finale         | Quarti di finale         | Quarti di finale |    |   | Semifinali | Semifinali             | Semifinali            | Semifinali                | Semifinali |   |     | Finale | Finale | Finale | Finale | Finale |  |
|  |             |                                  |                          |             |             |  |  |                  |                          |                          |                          |                  |    |   |            |                        |                       |                           |            |   |     |        |        |        |        |        |  |
|  | 1           | G Escobar S Mansouri             | G Escobar S Mansouri     | 6           | 6           |  |  |                  |                          |                          |                          |                  |    |   |            |                        |                       |                           |            |   |     |        |        |        |        |        |  |
|  |             | LD Martínez C Rodríguez          | LD Martínez C Rodríguez  | 4           | 2           |  |  | 1                | G Escobar S Mansouri     | 6                        | 4                        | [2]              |    |   |            |                        |                       |                           |            |   |     |        |        |        |        |        |  |
|  |             | I Liutarevich S Walków           | I Liutarevich S Walków   | 65          | 5           |  |  |                  | A Jecan G Ricca          | 0                        | 6                        | [10]             |    |   |            |                        |                       |                           |            |   |     |        |        |        |        |        |  |
|  |             | A Jecan G Ricca                  | A Jecan G Ricca          | 7           | 7           |  |  |                  |                          |                          |                          |                  |    |   |            | A Jecan G Ricca        | A Jecan G Ricca       | 6                         | 3          |   |     |        |        |        |        |        |  |
|  | 3           | B Arias F Zeballos               | B Arias F Zeballos       | 4           | 4           |  |  |                  |                          |                          | P Nouza P Rikl           | P Nouza P Rikl   | 78 | 6 |            |                        |                       |                           |            |   |     |        |        |        |        |        |  |
|  |             | P Nouza P Rikl                   | P Nouza P Rikl           | 6           | 6           |  |  |                  | P Nouza P Rikl           | P Nouza P Rikl           | 6                        | 6                |    |   |            |                        |                       |                           |            |   |     |        |        |        |        |        |  |
|  |             | M Janvier G Villanueva           | M Janvier G Villanueva   | 4           |             |  |  |                  | M Janvier G Villanueva   | M Janvier G Villanueva   | 1                        | 3                |    |   |            |                        |                       |                           |            |   |     |        |        |        |        |        |  |
|  | WC          | M Cecchinato A Giannessi         | M Cecchinato A Giannessi | 3           | r           |  |  |                  |                          |                          |                          |                  |    |   |            | Petr Nouza Patrik Rikl | 1                     | 7                         | [10]       |   |     |        |        |        |        |        |  |
|  |             | S Martos Gornés D Vega Hernández | 6                        | 65          | [8]         |  |  |                  |                          |                          |                          |                  |    |   |            |                        | 2                     | Théo Arribagé Orlando Luz | 6          | 5 | [6] |        |        |        |        |        |  |
|  |             | D Dutra da Silva N Hardt         | 2                        | 7           | [10]        |  |  |                  | D Dutra da Silva N Hardt | D Dutra da Silva N Hardt | D Dutra da Silva N Hardt |                  |    |   |            |                        |                       |                           |            |   |     |        |        |        |        |        |  |
|  | Alt         | M Alves P Sakamoto               | M Alves P Sakamoto       | 4           | 4           |  |  | 4                | M Bortolotti M Romios    | M Bortolotti M Romios    | M Bortolotti M Romios    | w/o              |    |   |            |                        |                       |                           |            |   |     |        |        |        |        |        |  |
|  | 4           | M Bortolotti M Romios            | M Bortolotti M Romios    | 6           | 6           |  |  |                  |                          |                          |                          |                  |    |   | 4          | M Bortolotti M Romios  | M Bortolotti M Romios | 3                         | 4          |   |     |        |        |        |        |        |  |
|  |             | TJ Fancutt J Ingildsen           | TJ Fancutt J Ingildsen   | 6           | 6           |  |  |                  |                          | 2                        | T Arribagé O Luz         | T Arribagé O Luz | 6  | 6 |            |                        |                       |                           |            |   |     |        |        |        |        |        |  |
|  | WC          | E De Sanctis F Fognini           | E De Sanctis F Fognini   | 2           | 2           |  |  |                  | TJ Fancutt J Ingildsen   | 6                        | 2                        | [5]              |    |   |            |                        |                       |                           |            |   |     |        |        |        |        |        |  |
|  |             | JM Cerúndolo A Collarini         | JM Cerúndolo A Collarini | 3           | 4           |  |  | 2                | T Arribagé O Luz         | 4                        | 6                        | [10]             |    |   |            |                        |                       |                           |            |   |     |        |        |        |        |        |  |
|  | 2           | T Arribagé O Luz                 | T Arribagé O Luz         | 6           | 6           |  |  |                  |                          |                          |                          |                  |    |   |            |                        |                       |                           |            |   |     |        |        |        |        |        |  |